# Pont international ferroviaire de Sault Ste. Marie

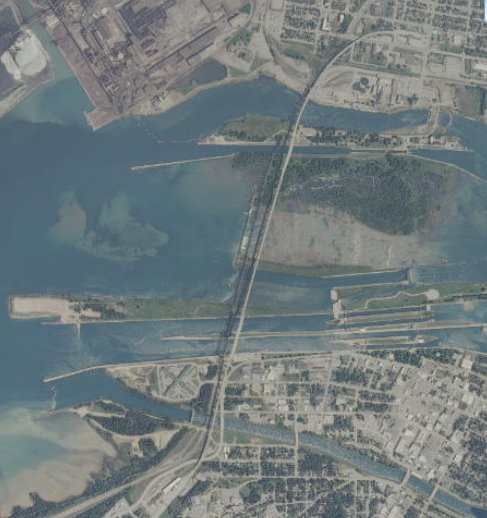
Le pont ferroviaire est le pont à gauche. Le Canada est en haut, les États-Unis en bas.

Le pont international ferroviaire de Sault Ste. Marie est un pont ferroviaire reliant les deux villes de Sault Ste. Marie au Michigan et en Ontario). 

## Situation
Le pont ferroviaire est parallèle au Pont international de Sault Ste. Marie (un pont routier), et est la propriété du Sault Ste. Marie Bridge Company (SSMB), une filiale de la Wisconsin Central Ltd.. La SSMB est propriétaire de ce pont de chemin de fer depuis 1887.

## Caractéristiques

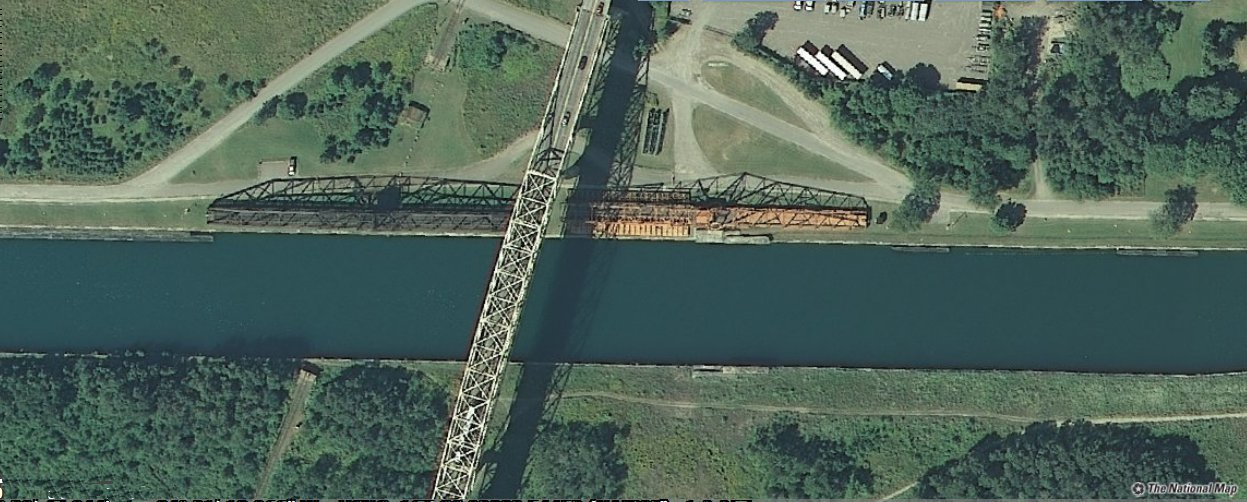
On voit le pont tournant, rétracté pour permettre le passage des navires.

Le pont dans sa forme courante a neuf travées "camelback" en treillis traversant la Rivière Sainte-Marie avec des composantes de ponts levants basculants et verticales. Les sections de ponts levants traversent les écluses américaines au canal St. Marys Falls. Il est le seul pont aux États-Unis connu pour inclure ces trois types de travées dans une même structure. 

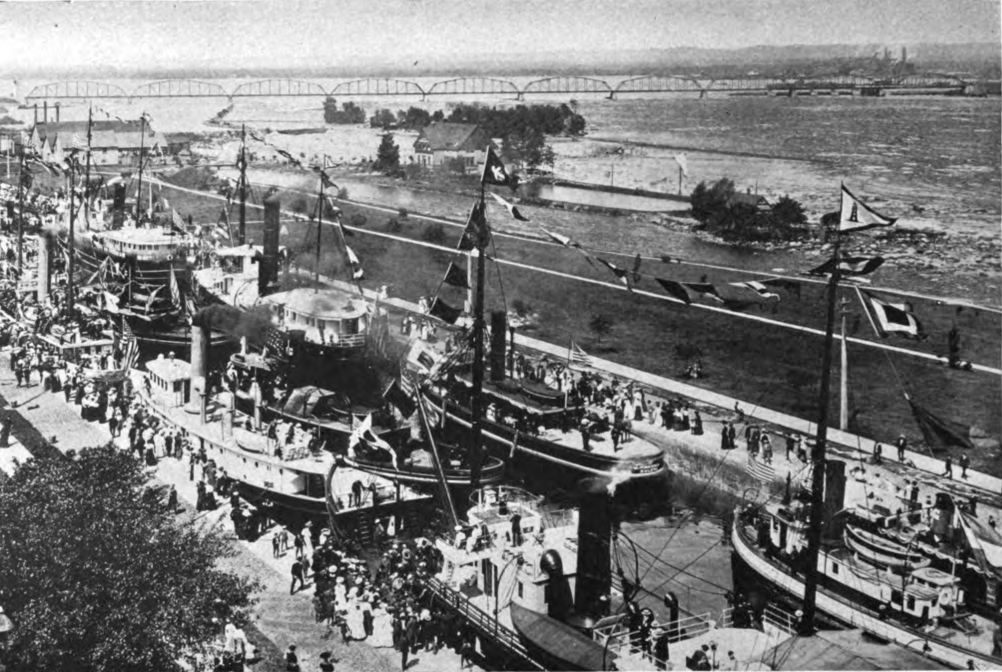
Dans le fond, nous voyons le pont de chemin de fer, en 1905, avec les 10 travées (le pont routier n'a pas encore été construit). Prise des écluses américaines, la Canada est à droite.

Dans sa forme initiale (construit en 1887), le pont avait du nord au sud dix travées de style camelback Warren en treillis (chacune longue de 240pi) traversant la Rivière Sainte-Marie, deux travées en treillis (longue de 104pi) traversant le canal du Nord des écluses et un pont tournant longue de 398pi franchisant les écluses américaines. Plusieurs modifications au système des écluses au courant des 100 prochaines années nécessitent aussi des modifications au pont. 

Le pont avec plaque en relief du Dominion Bridge.

Le pont en 2013 compte trois types de travées (du nord au sud): neuf travées Warren en treillis de 240 pi chacune, une travée basculante de style double battant longue de 426pi et une travée levante de 369pi. La travée basculante était ajoutée en 1913 (la plus longue du monde à ce moment), et la dernière travée Warren ainsi deux travées d'origine en treillis seront supprimées du pont. En 1959, la travée levante remplacera la travée tournante d'origine à l'extrémité sud du pont.
Le portail nord de la première travée Warren a une plaque en relief avec la notation "1887/Dominion Bridge Co., Lim'd/Lachine, Prov. Que".